# Tigh Na Boireach
Tigh Na Boireach ist ein Cottage auf der schottischen Hebrideninsel North Uist. 2019 wurde das Gebäude in die schottischen Denkmallisten in der Kategorie C aufgenommen.

## Geschichte
Auf der ersten Karte der Ordnance Survey aus dem Jahre 1878 ist am Standort eine aus sieben Gehöften bestehende Croftersiedlung verzeichnet. Tigh Na Boireach ist auf dieser Karte nicht verzeichnet. Es erscheint erst auf der Karte von 1968. Es wurde im frühen 20. Jahrhundert, vermutlich in den 1920er Jahren errichtet. Bauherr war Donald McDougall, der von Boreray nach North Uist übersiedelte. Dies spiegelt sich in der Bezeichnung des Hauses wider, die aus dem Gälischen übersetzt „Haus des Mannes von Boreray“ bedeutet. Mit seinem Baujahr in den 1920er Jahren ist das Cottage im traditionellen Stil ein spätes Beispiel dieses Bautyps, das belegt, dass auf den Äußeren Hebriden in diesem Zeitraum weiterhin traditionelle Cottages entstanden, während anderenorts bereits neuere Bautypen vorherrschten. Donald McDougalls Bruder errichtete im selben Zeitraum das nahegelegene Boreray Cottage. 1995 wurde Tigh Na Boireach zu einem Ferienhaus umgebaut.

## Beschreibung
Tigh Na Boireach steht nahe der Nordküste von North Uist zwischen den Siedlungen Trumisgarry und Newton. Es handelt sich um ein Cottage im traditionellen Stil einer Crofter-Behausung. Das eingeschossige, längliche Gebäude schließt mit einem strandhafergedeckten Walmdach mit offenem Dachstuhl. Ein Drahtnetz mit beschwerenden Steinen fixiert die Eindeckung. Sein flaches, mächtiges, mit Kalk geweißtes Mauerwerk besteht aus Feldstein. Zum Schutz vor starken Winden sind die Gebäudekanten gerundet ausgeführt. Die südostexponierte Hauptfassade ist drei Achsen weit. In die rückwärtige Fassade sind zwei, in die südwestexponierte Fassade ein Sprossenfenster eingelassen. Von beiden Walmen ragen traufständige Kamine auf. Der Dachstuhl liegt im North-Uist-typischen Stil auf der Außenseite des Mauerwerks auf, wobei die Stroheindeckung übersteht. Er stammt aus dem späten 20. Jahrhundert. Die ursprüngliche, vermutlich aus Treibholz bestehende Konstruktion ist nicht erhalten.
Es handelt sich um die seltenen Reste der traditionellen reetgedeckten Cottages der Hebriden und westlichen Highlands. 2016 wurde geschätzt, dass nur etwa 200 Gebäude dieses Bautyps in Schottland erhalten geblieben sind, davon 54 auf den Äußeren Hebriden.